# Milichiidae
Milichiidae zijn een familie uit de orde van de tweevleugeligen (Diptera), onderorde vliegen (Brachycera). Wereldwijd omvat deze familie zo'n 20 genera en 288 soorten. In Nederland zijn 9 soorten inheems.

## In Nederland waargenomen soorten
- Genus: Desmometopa
  - Desmometopa m-nigrum
  - Desmometopa microps
  - Desmometopa sordida
  - Desmometopa varipalpis
- Genus: Leptometopa
  - Leptometopa latipes
  - Leptometopa niveipennis
- Genus: Madiza
  - Madiza glabra
- Genus: Milichia
  - Milichia ludens
- Genus: Neophyllomyza
  - Neophyllomyza acyglossa
  - Neophyllomyza leanderi
- Genus: Phyllomyza
  - Phyllomyza beckeri
  - Phyllomyza donisthorpei
  - Phyllomyza equitans
  - Phyllomyza formicae
  - Phyllomyza longipalpis
  - Phyllomyza rubricornis
  - Phyllomyza securicornis
  - Phyllomyza tetragona